# جهاز الرؤية الليلية

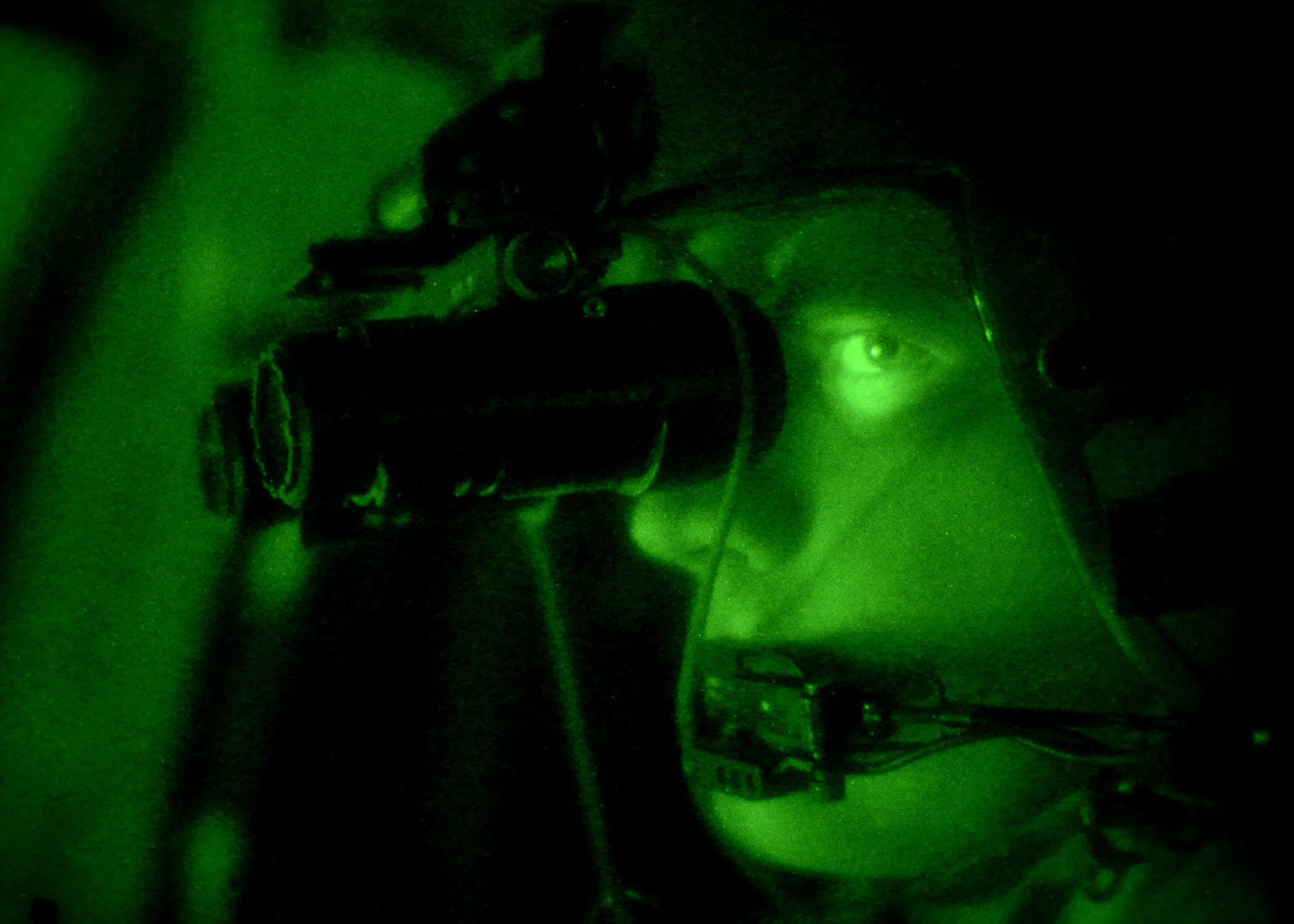
يستخدم طيار في البحرية الأمريكية زوجًا من نظارات الرؤية AN / AVS-6 المثبتة على الخوذة. إن التأثير على الرؤية الليلية الطبيعية للعين واضح

جهاز الرؤية الليلية (بالإنجليزية: Night-vision device (NVD))‏ المعروف أيضا باسم الجهاز البصري الليلي/ جهاز المراقبة الليلية (NOD) أو نظارات الرؤية الليلية (NVG)، هو جهاز إلكتروني بصري يسمح بعرض الصور في مستويات منخفضة من الضوء، مما يحسن الرؤية الليلية للمستخدم. يعزز الجهاز الضوء المرئي المحيط ويحول ضوء الأشعة تحت الحمراء القريبة إلى ضوء مرئي يمكن بعد ذلك للبشر رؤيته. يعرف هذا باسم I2 (تكثيف الصورة). بالمقارنة، يُشار إلى المشاهدة بالإشعاع الحراري للأشعة تحت الحمراء باسم التصوير الحراري ويعمل في قسم مختلف من طيف الأشعة تحت الحمراء. من المعروف أن الرؤية تتم بواسطة سقوط الضوء المرئي علي الهدف الذي ننظر إليه ، ثم انعكاسه ليسقط علي العين ، والتي بدورها تكوّن صورة للجسم على شبكية العين ، وتنتقل معلومات الصورة من خلال الألياف البصرية إلى الدماغ ليترجم صورة الهدف. ومن هنا فإن عملية الرؤية تعتمد اساساً على أشعة الضوء المرئي سواء كان مصدره أشعة الشمس أو مصابيح الإضاءة الكهربية.
أما جهاز الرؤية الليلية فلا يستخدم هذه الطريقة لعدم وجود مصدراً للضوء. لكنه يستعيض عن الضوء المرئي بالأشعة تحت الحمراء.

## الطيف الكهرومغناطيسي.
لابد أنك تعلم أننا محاطون وبشكل مستمر ومن جميع الجهات بأنواع مختلفة من أمواج الطاقة ، قليل منها مرئي وغالبيتها غير مرئي ، منها ما هو طبيعي لم يتدخل فيها الإنسان كالأمواج الضوئية التي تأتينا من الشمس والأشعة الكونية ، ومنها ما هو ناتج بسبب الإنسان كالأمواج الضوئية القادمة من المصابيح والأمواج اللاسلكية الناتجة عن المحمول.
كل هذه الأنواع المختلفة من أمواج الطاقة هي امواج ذات طبيعة كهرومغناطيسية ، والتي تشكل بمجموعها ما يسمى بالطيف الكهرومغناطيسي.
لكل منطقة على الطيف الكهرومغناطيسي طاقة محددة تعتمد على الطول الموجي ؛ حيث أن الطول الموجي الأقصر له طاقة أكبر. وما يهمنا الآن من الطيف الموجي هو الأشعة تحت الحمراء ، وهي ذات طول موجي أكبر وبالتالي فطاقتها أقل.
تقسم الأشعة تحت الحمراء إلى ثلاثة مناطق ، وهي:

- Near-infrared: وهي أقرب ما يمكن من الطيف المرئي ، والتي يبلغ مداها من 0،7 مايكرون إلى 1،3 مايكرون.

- Mid-infrared: وهي المنطقة من الطيف الكهرومغناطيسي في المدى 1،3 مايكرون إلى 3 مايكرون. وهذه الأشعة هي المستخدمة في أجهزة التحكم عن بعد (الريموت كنترول).

- Thermal-infrared: وهي التي تحتل أكبر مدى من الطيف الكهرومغناطيسي من 3 مايكرون إلى 30 مايكرون.
ما يهمنا الآن من الأشعة تحت الحمراء هو منطقة الأشعة الحرارية Thermal-infrared ، وهي أشعة تنبعث من الأجسام نتيجة لدرجة حرارتها. وتنبعث الأشعة الحرارية من الأجسام نتيجة إثارة ذرات الجسم عند درجات حرارة فوق الصفر المطلق ، ثم عودتها إلى حالة عدم الاثارة ؛ فعند اكتساب إلكترونات الذرة طاقة نتيجة لدرجة حرارتها ، تنتقل إلى مدارات ذات طاقة أعلى ، ثم ما تلبث وأن تعود إلى مستوى الطاقة الأساسي ، وأثناء هذه العودة يطلق الإلكترون الطاقة التي اكتسبها. هذه الطاقة هي ما تسمي بالأشعة الحرارية. وهي تتناسب طردياً مع درجة الإثارة (درجة الحرارة).
نستنتج من ذلك أن كل جسم يشع طيف من الأشعة تحت الحمراء (أشعة حرارية) عند درجات الحرارة فوق الصفر المطلق. وكلما ازدادت درجة الحرارة، ازدادت درجة الإثارة، وازدادات طاقة الأشعة الحرارية المنبعثة عن الجسم.

## استخدام الأشعة تحت الحمراء في الرؤية
ومن هنا تعتمد فكرة الرؤية الليلية على الأشعة تحت الحمراء (الحرارية) المنبعثة من حرارة الأجسام ؛ حيث يلتقط جهاز الرؤية الليلية الإشعاع الحراري الصادر عن كلٍّ من الهدف والخلفية المصاحبة له. ثم يحدد شكل الصورة الحرارية عن طريق التباين الحراري Thermal contrast بين مختلف أجزاء الهدف ، وبينها وبين الخلفية.
الرؤية في ضوء النهار	الرؤية في الليل	الرؤية باستخدام الأشعة تحت الحمراء الحرارية

## مكونات جهاز الرؤية الليلية
1. "نظام عدسات شبيه بعدسات كاميرا الفيديو يعمل على تجميع الأشعة تحت الحمراء المنبعثة من الأجسام.
2. الأشعة المجمعة تسقط على مصفوفة من المجسات الحساسة للأشعة تحت الحمراء تعمل على رسم خريطة حرارية للجسم تسمى thermogram.
3. تُحَوِّل أجهزة إلكترونية الصورة الحرارية thermogram إلى نبضات إلكترونية.
4. تقوم وحدة معالجة الإشارة signal-processing unit بترجمة الصورة الحرارية المأخوذة من المجسات إلى معلومات لتعرض على الشاشة.
5. ترسل وحدة معالجة الإشارة signal-processing unit المعلومات إلى الشاشة على شكل مناطق ملونة تعكس درجات الحرارة. وجميع المعلومات المجمعة تكون الصورة.

ويعتمد وضوح الصورة الحرارية على:
- كمية الإشعاع الحراري الملتقط من الجسم.
- التباين الحراري بين أجزاء الهدف والخلفية.
- القدرة التحليلية Resolution لجهاز الرؤية نفسه: والقدرة التحليلية للجهاز تعبّر عن قدرة الجهاز على التمييز بين درجات الحرارة المتقاربة، وبديهي أنه كلما استطاع الجهاز التمييز بين درجات الحرارة المتقاربة ، كلما زادت الصورة وضوحاً، وقد أمكن الوصول إلى أجهزة يمكنها تمييز فروق حرارية حوالي 0،01 درجة مئوية.

وجدير بالذكر أن الصورة الحرارية التي تراها العين من خلال جهاز الرؤية ليست صورة حقيقية للهدف المرئي مثلما هو الحال في الرؤية العادية ، ولكنها تمثيل للفروق الإشعاعية الحرارية لمختلف أجزاء الصورة. ولهذا فهي تتكون عادة من درجات من اللون الرمادي أو الأخضر كما يمكن تلوينها بألوان صناعية تعبّر عن كود خاص.

## استخدامات أجهزة الرؤية الليلية
-	أول وأهم تطبيقات أجهزة الرؤية الليلية هي الاستخدامات العسكرية في التجسس على تحركات الخصم ومعداته أثناء الليل. وتجدر الإشارة إلي أن لكل جسم بصمة حرارية خاصة به تميزه عن غيره. مما يعني أن تصوير سلاح بجهاز الرؤية الليلية وتحليل الصورة يمكّننا من معرفة خصائص ونوعية السلاح المستخدم. 

-	كما يستخدم في المراقبة الليلية. 

-	كما يستخدمه رجال التحريات الجنائية في معرفة تحركات اللصوص من الآثار الحرارية التي تركتها أقدامهم على الأرض ، وبتحليل البصمة الحرارية يمكن الوصول للجاني.

-	كما يستخدم في رحلات الصيد الليلية.

-	البحث عن الأشياء المفقودة في مكان مظلم.

## التشويش علي أجهزة الرؤية الليلية
يمكن بأكثر من طريقة التشويش علي هذه الأجهزة، ومن هذه الطرق:
- السواترالنارية: إذا ما أحرقت مكاناً أمامك بحيث يعزل بينك وبين الجهاز ، فإن الحرارة الناتجة عن الحريق ستصدر أشعة حرارية يستقبلها الجهاز ، مما يجعله يكوّن صورة لهذا الدخان، هذه الصورة تحجب ما هو خلف الدخان.
- تصمم ملابس القتال الحديثة حتى تعمل على خفض إشارات درجة حرارة الجسم.
- استخدام مواد عزل حراري للأهداف ذات القيمة العالية.
- استخدام شباك من مواد لا تسمح بنفاذ الأشعة تحت الحمراء.